# علیرضا جهانشاهی
علیرضا جهانشاهی، مشهور به طلبهٔ سیرجانی، طلبه‌ای است که در اعتراض به زمین خواری‌های صورت گرفته در سیرجان، دو مرتبه به زندان افتاد. در مرتبهٔ یکم، با اعتراضات دانشجویی در حمایت از وی، زودتر از اتمام مدت محکومیت آزاد شد و در مرتبهٔ دوم که در جریان راهپیمایی اعتراضی از سیرجان به تهران بازداشت و محکوم شده بود با فرمان مستقیم علی خامنه‌ای آزاد شد و در همین جریان رهبر ایران، جملهٔ «شکرالله مساعیکم» را در مورد وی گفت. وی بعدها راهپیمایی اعتراضی دیگری را از مسجد جمکران به سمت تهران و آرامگاه سید روح‌الله خمینی به انجام رساند و پس از آن در حرم عبدالعظیم متحصن شد. تحصن وی با گذشت ماه‌ها همچنان ادامه دارد. حرکت اعتراضی وی که از آغاز تا کنون به حدود ۴ سال می‌رسد و نیز تحصن اخیر وی مورد توجه زیاد تشکل‌های مردمی و دانشجویی، شخصیت‌های فرهنگی و سیاسی و نیز رسانه‌ها بوده‌است.

## پیشینه و فعالیت‌ها
جهانشاهی طلبهٔ پایهٔ نهم حوزهٔ علمیهٔ قم است. وی امامت جماعت مسجد  امام حسن در سیرجان را عهده‌دار بود. جهانشاهی «مجمع جوانان مسجدی» سیرجان را در اواخر دولت خاتمی تأسیس کرد.
مسیر زندگی جهانشاهی پس از ورود به ماجرای اعتراضات پیرامون پدیدهٔ زمین خواری در سیرجان، تغییر نمود. همسر وی نیز طلبهٔ علوم دینی است. در حال حاضر تنها منبع امرار معاش وی، حقوق حوزهٔ علمیه می‌باشد.

## دستگیری نخست
جهانشاهی در پی اعتراض به زمین خواری‌های صورت گرفته در شهر سیرجان، ابتدا به اعتراضاتی در قالب صحبت و هشدار به مسئولان و انتشار بیانیه دست زد و در این راستا از جمله با هاشمی شاهرودی، ریاست قوه قضائیه و داوود احمدی‌نژاد، رئیس بازرسی ریاست جمهوری دیدار کرد. در دیدارش با داوود احمدی‌نژاد، بنا به درخواست احمدی‌نژاد، تصمیم به تهیهٔ طوماری در تأیید زمین خواری‌های صورت گرفته در سیرجان به امضای مردم این شهر گرفت، اما در اثنای این امر، جهانشاهی به جرم تشویش اذهان عمومی دستگیر و راهی زندان شد و به ۹۱ روز حبس محکوم شد.
پس از دستگیر شدن جهانشاهی، تحرکات دانشجویی در اعتراض به زمین خواری‌ها و مفاسد سیرجان، شدت بیشتری گرفت. دانشجویان در این اعتراضات، صراحتاً خواستار آزادی جهانشاهی شدند. سرانجام با گذشت کمتر از دو ماه از حبس جهانشاهی، بنا بر فشارهای دانشجویی، بالاخص از جانب جنبش عدالتخواه دانشجویی، طلبهٔ سیرجانی آزاد شد.

## پیاده‌روی اعتراض‌آمیز از سیرجان تا تهران، دومین دستگیری
جهانشاهی اندکی پس از آزاد شدن از زندان که در پی اقدامات اعتراضی ناموفق بود، تصمیم به پیاده‌روی اعتراض‌آمیز از سیرجان به تهران گرفت. با توجه به عدم پذیرش جمعیت داوطلب برای انجام پیاده‌روی اعتراض‌آمیز، این پیاده‌روی به‌صورت انفرادی انجام گرفت، اما پس از گذشت مدتی، و زمانی که به شهر آباده رسیده بود، توسط عوامل امنیتی دستگیر شد و پس از آن در دادگاه ویژه روحانیت شیراز، به ۲۳۵ روز حبس، ۳ سال ممنوعیت ورود به شهر سیرجان و پرداخت جریمهٔ نقدی محکوم شد. جرم وی، «تشویش اذهان عمومی» و «خلاف شان روحانیت بودن این حرکت» عنوان شد. وی در تیر ماه ۱۳۸۷ خ. دستگیر شد. این دستگیری نیز با اعتراضات فراوانی همراه شد، ولی این‌بار این اعتراضات نتیجه‌ای در پی نداشت.
پس از گذشت بیش از هفت ماه از دستگیر شدن این روحانی و در آستانهٔ سال ۱۳۸۸–۲۸ اسفند ۱۳۸۷- آیت‌الله خامنه‌ای، رهبر جمهوری اسلامی ایران، با صدور فرمانی، با خطاب شکرالله مساعیکم به جهانشاهی، امر به آزادی وی داد.
این فرمان خامنه‌ای، از این رو که در نوع خود، از جانب عالی‌رتبه‌ترین مقام کشور، نظیر دیگری نداشت، توجهات زیادی را به خود جلب کرد. بسیاری، فرمان رهبری به آزادی جهانشاهی و خطاب شکرالله مساعیکم به وی را نشان آشکار به حق بودن وی و تصدیق مفاسد موجود در شهر سیرجان و نیز قوه قضائیه می‌دانند.

## نامه اعتراضی به نمایندگان مجلس
جهانشاهی پس از آزادی از زندان تا مدتی سکوت کرد. در ۲۸ دی ۱۳۸۸ نامه‌ای اعتراضی خطاب به نمایندگان مجلس نوشت و از آن‌ها به عنوان نمایندگان ملت، پی‌گیری مفاسد و انجام رویه‌های قانونی در این زمینه را خواستار شد و از اقدامات برخی نهادهای کشور در برخورد با این‌گونه حرکت‌های مطالبه‌گر و عدالت‌خواه شکایت کرد و خواهان بررسی این تخلفات شد. وی در قسمتی از نامه‌اش بیان می‌کند:

اگر معتقدید مردم نباید هیچ‌گونه اقدامی در مقابل تخلفات و مفاسد مسئولین انجام دهند، آن را صراحتاً اعلام یا آن را تبدیل به قانون نموده و تکلیف همگان را روشن و مشخص سازید و اگر غیر از این را معتقدید درخواست بنده از شما نمایندگان و وکلای مردم این است که به موضوع سیرجان و زمین‌خواری‌های آن و نوع برخوردی که با این‌جانب در این چند سال اخیر توسط دادگاه ویژه روحانیت شده‌است، رسیدگی و نتیجه را اعلام نمایید.

جهانشاهی در این نامه، علت تعلل چند ماهه‌اش برای پیگیری این موضوع را ناآرامی‌های پس از انتخابات ریاست جمهوری دهم ایران و سوءاستفادهٔ احتمالی دشمنان عنوان کرد.

## پیاده‌روی اعتراضی از جمکران تا تهران
جهانشاهی در روز ۲۷ اردیبهشت ۱۳۸۸ که مصادف با مرگ فاطمه زهرا بود، همراه با جمعی از طلاب و دانشجویان، پیاده‌روی اعتراض‌آمیز دیگری را از مسجد مقدس جمکران به سمت تهران آغاز کرد. این جمع که از آن‌ها با عنوان کاروان عدالت نام برده شد، چندین بیانیه پس از حرکت منتشر کردند. چندین تن از شخصیت‌ها، گروه‌ها و تشکل‌ها حمایت خود از این حرکت را اعلام کردند.
در مراسم استقبال از او کسانی همچون احمد توکلی، الیاس نادران، علیرضا زاکانی، حسین فدایی، سردار سعید قاسمی، وحید جلیلی و… حضور داشتند و از این عمل نمادین، قدردانی کردند.
گمانه‌زنی‌ها بر این بود که جهانشاهی پس از رسیدن به تهران، به سراغ یکی از نهادهای کشور برای پی‌گیری امور مفاسد اقتصادی خواهد رفت. تعدادی از نمایندگان مجلس آمادگی خود را برای استقبال از جهانشاهی در مجلس و پیگیری مطالبات وی اعلام نمودند. خبرها، حاکی از برنامهٔ تجمع و تحصن روبه‌روی مجلس شورای اسلامی بود. اما جهانشاهی در حرم عبدالعظیم حسنی در شهرری متحصن شد که بست نشینی او هم‌چنان ادامه یافته‌است.
پس از ۵ ماه تحصن فردی به‌نام روح‌الله بجانی، مشهور به طلبهٔ تبریزی به وی پیوست و او نیز در حرم عبدالعظیم حسنی تحصن کرد. وی نیز به‌علت مبارزه با مفاسد اقتصادی مدیران آذربایجان شرقی و درگیر شدن با آنان به یک سال حبس تعزیری، ۵ سال تبعید و ۵ سال منع فعالیت سیاسی تبلیغی و فرهنگی محکوم شده‌است. دادگاه ویژهٔ روحانیت نیز در مقابل وی قرار گرفت ولی ارتباط او با نزدیکان رهبری، دادگاه ویژه روحانیت را در اجرای حکم ناموفق کرد و او در اعتراض به این امر دادگاه به طلبهٔ سیرجانی پیوست.
وی هم‌اکنون نیز به علت شرکت در تحصن طلبه‌های حوزه علمیه بروجرد و به همراه چند تن از طلاب آنجا در زندان به سر می‌برد.
علیرضا جهانشاهی در اعتراض به وضعیت حجاب در شهر بروجرد در استان لرستان، به همراه چندین تن از طلاب حوزه علمیه بروجرد در حوزه علمیه آنجا تحصن کرده بودند که بعد از چند روز توسط نیروهای امنیتی بازداشت و روانه زندان شده‌است.

## نامه سرگشادهٔ ۱۹ چهره دانشگاهی و فرهنگی
نوزده تن از چهره‌های دانشگاهی و فرهنگی کشور پس از آغاز پیاده‌روی اعتراضی وی از مسجد مقدس جمکران به تهران، در نامه‌ای سرگشاده خطاب به رؤسای قوای سه‌گانه و رئیس سازمان صداوسیما ضمن اشاره به حرکت اعتراضی ۴ سالهٔ جهانشاهی، خواستار تشکیل هیأتی ویژه برای رسیدگی به مطالبات وی شدند. این افراد از محدود شدن فریضهٔ شرعی امر به معروف و نهی از منکر به مصادیقی محدود و با اولویت نازل‌تر و خارج شدن مسائلی مهم چون مفاسد اقتصادی از دایرهٔ این موضوع گله کرده و آن را از دلایل برخورد نادرست با جهانشاهی توسط دستگاه‌های مختلف دولتی دانستند.
مهدی نصیری، سعید قاسمی، ابراهیم فیاض، حسین کچوییان، عباس سلیمی نمین، فروز رجایی فر، صادق کوشکی، مازیار بی‍ژنی، مسعود ده نمکی، یوسفعلی میرشکاک، سعید زیبا کلام، موسی نجفی، ابوالقاسم طالبی، وحید جلیلی، سید نظام‌الدین موسوی، فرشاد مهدی پور، علی محمد مؤدب، مصطفی محدثی خراسانی و حیدر رحیم پور ازغدی از امضا کنندگان این نامه بودند.

## دیدار ده‌ها شخصیت با جهانشاهی در زمان تحصن
با شروع تحصن جهانشاهی در حرم عبدالعظیم، جمع کثیری از دانشجویان، طلاب، فعالان فرهنگی و هم‌چنین مسئولین و شخصیت‌های سیاسی به دیدار وی رفته‌اند.
- حمید رسایی، نمایندهٔ مجلس شورای اسلامی[۲۴]
- حسین فدایی، نمایندهٔ مجلس شورای اسلامی[۲۵]
- احمد توکلی، نمایندهٔ مجلس شورای اسلامی[۲۵]
- الیاس نادران، نمایندهٔ مجلس شورای اسلامی[۲۵]
- علیرضا زاکانی، نمایندهٔ مجلس شورای اسلامی[۲۵]
- سعید تاجیک
- جعفر فرجی، فرماندار ری[۲۶]
- سرتیپ افشارزاده، جانشین ستاد مشترک نیروهای مسلح
- سردار سعید قاسمی[۲۵]
- ثقفی، استاده حوزه و دانشگاه
- حسین کچویان[۲۷]، عضو هیئت علمی و مدیر گروه جامعه‌شناسی دانشگاه تهران و عضو شورای عالی انقلاب فرهنگی
- وحید جلیلی[۲۸]، مدیر دفتر مطالعات جبهه فرهنگی انقلاب اسلامی
- ابراهیم حاتمی کیا
- مسعود ده نمکی[۲۹]
- عبدالحمید محتشم[۲۷] مدیرمسئول روزنامهٔ یالثارات الحسین
- یونس ضابطیان
- حسین الله کرم[۳۰]

### دیدار با مشایی
در حالی‌که قرار بود، اسفندیار رحیم مشایی به عنوان نمایندهٔ رئیس جمهور به دیدار وی برود تا مشکلات او را حل کند، جهانشاهی به دلیل قبول نکردن وی، از دیدار با مشایی سر باز زد.

## کمیتهٔ مردمی حمایت از طلبهٔ سیرجانی
در حین تحصن طلبهٔ سیرجانی، تشکلی تحت عنوان «کمیتهٔ مردمی حمایت از طلبهٔ سیرجانی» اعلام موجودیت کرد. این کمیته از فعالین تشکل‌های دانشجویی چون جنبش عدالتخواه دانشجویی، مجمع اسلام ناب، حوزه علمیه قم، جامعه اسلامی دانشجویان، بسیج دانشجویی و بسیج محلات، جمعی از روحانیون و ائمه جماعات مساجد تهران، جمعی از فعالان دفتر مطالعات جبهه فرهنگی انقلاب اسلامی، هیئت های مذهبی تهران و ری، جمعی از هنرمندان و استادان و فارغ‌التحصیلان دانشگاهی تشکیل شده‌است.

## سوژه حاتمی‌کیا
در زمستان ۱۳۸۹ و در حین تحصن جهانشاهی، رسانه‌ها از تصمیم ابراهیم حاتمی‌کیا برای ساختن فیلمی از ماجرای طلبهٔ سیرجانی خبر دادند. در این جریان، حاتمی‌کیا به دیدار جهانشاهی رفت و به ثبت جزئیات اعتراضات و سفر وی اقدام نمود.